# Острозьке Богоявленське братство
Острозьке Богоявленське братство (Братство Богоявлення Господнього) — національно-релігійна громадська організація православних українських шляхтичів та міщан Острогу з кінця XVI до середини XVII ст.

## Історія
Було засновано прихожанами Церква Богоявлення Господнього у 1591 році. До нього долучилася місцева шляхта. Також суттєву допомогу надав князь Костянтин Острозький, який став членом братства. Незабаром отримало благословенну грамоту від митрополита Михайла Рогози. Членами братства були Герасим Смотрицький (один з перших старійшин братства), Дем'ян Наливайко.
Братство доволі швидко здобуло вплив й повагу серед місцевого православного населення, отримувала значну пожертви, насамперед від князя Острозького. Після 1596 року, де було укладено Берестейську церковну унію, братчики спрямували свої зусилля на протидіяння поширенню уніатства й католицтва на Волині. Було засновано школу та бібліотеку. Остання формувалося за рахунок дарунків міщан й шляхти. Також поповнювалося з Острозької друкарні князів Острозьких.
Найбільшого значення й ваги набула братська школа. Вона готувала майбутніх абітурієнтів для Острозької академії, які розпочинали свої студії саме тут. Острозька братська школа була доступною для дітей всіх станів, учні в ній відрізнялися лише за знаннями, відмінники сиділи на передніх лавах в класах, (на відміну від єзуїтських колегіумів, де перші місця займали знатні й багаті учні). В школі була сувора дисципліна з тілесними покараннями включно, але сироти і діти бідних батьків проживали в бурсах, отримували одяг, взуття, їжу, підручники за рахунок братства. До викладачів в братській школі ставилася низка вимог — від високих педагогічних знань до власної взірцевої поведінки. Братська школа в Острозі, поруч з іншими, спричинилася до глибокого поширення релігійної та національної свідомості, розвитку української культури.
Найбільшого розквіту діяльність братства досягла у 1600—1630 роках. Зберігала своє значення після смерті Костянтина Острозького у 1608 році, отримавши підтримку від Ісакія Борисковича (з 1621 року — єпископа Острозького).
З 1635 року братчики вступили у конфлікт з Ганною Ходкевич, онукою Острозького, яка перейшла в католицтва. Остання у 1636 році спровокувала у міста потужне антикатолицьке повстання (вважається, що братчики були активними організаторами або учасниками заворушення), яке було жорстоко придушене. Використавши ці обставини Ходкевич наказала зачинити церкві Богоявлення, було ліквідовано братську школу (разом з Острозькою академією). Незабаром припинило своє існування православне братство.